# Oyashio (1938)
Oyashio (jap. 親潮, おやしお, オヤシオ) – niszczyciel japońskiej Cesarskiej Marynarki Wojennej typu Kagerō z okresu II wojny światowej. Brał udział w działaniach od początku wojny na Pacyfiku. Zatopiony 8 maja 1943 przez amerykańskie miny i lotnictwo.

## Budowa
„Oyashio” był czwartym okrętem z serii dużych japońskich niszczycieli typu Kagerō. Należał do pierwszej  grupy tych niszczycieli, zamówionej w ramach programu finansowego z 1937 roku (numer budowy 20). Nazwę można przetłumaczyć jako „zimny prąd morski”.
Stępkę pod budowę okrętu położono 29 marca 1938 w Stoczni Marynarki w Maizuru, kadłub wodowano 29 listopada 1938, a okręt oddano do służby 20 sierpnia 1940.

## Służba
Po wejściu do służby „Oyashio” został przydzielony do 15. Dywizjonu Niszczycieli (Kuchikutai) 2. Eskadry Niszczycieli (Suirai Sentai) 2. Floty – wraz z „Kuroshio”, „Natsushio” i „Hayashio”. Pierwszym dowódcą był kmdr por. Tokiyoshi Arima.

### Działania pierwszego etapu wojny, 1941–1942
Przed wybuchem II wojny światowej na Pacyfiku, okręt przypłynął 1 grudnia 1941 do Palau. W pierwszym etapie wojny „Maikaze” ze swoim dywizjonem eskortował siły atakujące południowe Filipiny, a następnie Holenderskie Indie Wschodnie. Początkowo eskortował lotniskowiec „Ryūjō”, którego samoloty atakowały Davao. W dniach 10-11 grudnia osłaniał stawiacz min „Itsukushima” stawiający miny w cieśninie San Bernardino.  W kolejnych dniach osłaniał siły dokonujące inwazji na Legazpi (12 grudnia), Davao (20 grudnia), Jolo (25 grudnia), Manado (11 stycznia 1942), Kendari (14 stycznia), Ambon (31 stycznia), Makasar (8 lutego), Timor (20 lutego). Od 26 lutego osłaniał zespół zaopatrzeniowy dla okrętów atakujących aliancką żeglugę na południe od Jawy. 5 marca wraz z „Kuroshio” zatopił brytyjski stawiacz min. Między 15 a 22 marca eskortował lotniskowiec „Kaga” z zatoki Staring na Celebes do Sasebo w Japonii. W dniach 17-28 kwietnia wziął udział w bezskutecznym poszukiwaniu amerykańskiego zespołu lotniskowców, po nalocie na Tokio. Następnie powrócił na wody Filipin, skąd w dniach 10-17 maja eskortował uszkodzony lotniskowiec „Shōkaku” do Kure.
Następnie, 3-6 czerwca 1942 „Oyashio” brał udział w operacji mającej na celu zajęcie Midway, eskortując zespół transportowców, lecz inwazja nie doszła do skutku z powodu klęski w bitwie pod Midway. Od 16 lipca eskortował krążowniki „Kumano” i „Suzuya” z Kure w Japonii do Mergui w Birmie w celu działań na Oceanie Indyjskim, odwołanych z powodu sytuacji militarnej na Wyspach Salomona, po czym do 21 sierpnia eskortował je w rejon Wysp Salomona.

### Rejon Wysp Salomona, 1942-1943

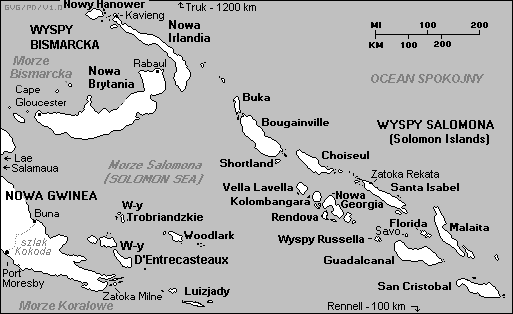
Rejon działań 1942-1943 (baza Truk leży poza mapą, ok. 1300 km na północ od Rabaulu)

„Oyashio” został następnie skierowany w rejon Wysp Salomona, gdzie od sierpnia toczyły się intensywne walki o Guadalcanal. 24 sierpnia brał udział w powietrzno-morskiej bitwie koło wschodnich Wysp Salomona, osłaniając siły admirała Nobutake Kondō. We wrześniu patrolował  z Truk na północ od Wysp Salomona. W dniach 29 września - 1 października eskortował transportowiec wodnosamolotów „Nisshin” z Kaviengu na wyspę Shortland.
W dniach 3, 6 i 9 października „Oashio” prowadził nocne misje transportu żołnierzy na pokładach niszczycieli z Shortland na Guadalcanal (nazywane przez Amerykanów Tokyo Express). W dniach 10-14 października eskortował pancerniki „Kongō” i „Haruna” bombardujące lotnisko Henderson Field na Guadalcanalu.
26 października „Oyashio” wziął udział w powietrzno-morskiej bitwie koło wysp Santa Cruz, eskortując Siły Wsparcia adm. Kurity. 7 listopada ponownie prowadził misję transportu żołnierzy z Shortland na Guadalcanal. 13-14 listopada eskortował konwój na Guadalcanal, który poniósł ciężkie straty od ataków lotnictwa, po czym, po drugiej bitwie pod Guadalcanalem 15 listopada wraz z niszczycielem „Kagerō” bezskutecznie usiłował atakować torpedami pancernik USS „Washington” (BB-56). 17 listopada odbył rejs transportowy żołnierzy z Rabaulu na Bunę. 21 listopada osłaniał uszkodzony niszczyciel „Umikaze”.
Pod nowym dowódcą, „Oyashio” uczestniczył w nocnym rejsie z zaopatrzeniem z Shortland na Guadalcanal 30 listopada 1942, podczas którego doszło do bitwy pod Tassafarongą. „Oyashio” przyznano storpedowanie krążownika USS „Northampton” (CA-26), który zatonął w tej bitwie. W kolejnych nocnych rejsach z zaopatrzeniem na Guadalcanal uczestniczył 3 grudnia, 7 grudnia (przerwany na skutek ataku kutrów torpedowych) i 11 grudnia. 16 i 24 grudnia transportował żołnierzy z Rabaulu na Munda, a 2 stycznia 1943 ponownie transportował zaopatrzenie z Shortland na Guadalcanal. W dniach 9-17 stycznia eskortował konwój z Shortland do Truk, gdzie był naprawiany. Od 1 do 9 lutego eskortował transportowiec „Hakozaki Maru” z Truk do Kure w Japonii, po czym został tam dokowany.
Po remoncie, „Oyashio” z powrotem w dniach 4-10 kwietnia przepłynął do Truk, eskortując tam lotniskowce „Chūyō” i „Taiyō”, po czym przepłynął na Shortland. 29 kwietnia i 3 maja odbył rejsy z transportem wojska na Kolombangarę. 7-8 maja prowadził kolejny rejs transportowy na Kolombangarę, lecz po wysadzeniu żołnierzy w Vila wszedł na amerykańskie miny (wraz z „Kagerō”) i został uszkodzony. Wraz z „Kagerō” został następnie zatopiony przez amerykańskie lotnictwo, na południe od Kolombangary, w rejonie pozycji  8°08′S 156°55′E/-8,133333 156,916667. Zginęło 91 członków załogi, uratowano m.in. dowódcę okrętu oraz dowódcę 15. Dywizjonu komandora Kakuro Mutaguchi. 20 czerwca 1943 okręt został oficjalnie skreślony z listy floty.

## Dowódcy
Źródło:
| 1. | kmdr por. Tokiyoshi Arima | - ? 1941 - 28 listopada 1942      |
| 2. | kmdr ppor. Hideo Higashi  | - 28 listopada 1942 - 8 maja 1943 |

## Dane techniczne
Opis konstrukcji i szczegółowe dane – w artykule niszczyciele typu Kagerō. Poniżej dane ogólne dla niszczycieli tego typu.
- wyporność:
  - standardowa: 2033 t
  - pełna: ok. 2600 t
- wymiary:
  - długość całkowita: 118,5 m
  - długość na linii wodnej: 116,2 m
  - szerokość: 10,8 m
  - zanurzenie: 3,8 m
- napęd: 2 turbiny parowe o mocy łącznej 52 000 KM, 3 kotły parowe (ciśnienie pary 30 at), 2 śruby
- prędkość maksymalna: 35 w.
- zasięg: 5000 mil morskich przy prędkości 18 w.
- zapas paliwa: 500 t
- załoga: 240

### Uzbrojenie i wyposażenie
- 6 dział 127 mm w wieżach dwudziałowych (3xII).
  - długość lufy – L/50 kalibrów, kąt podniesienia 55°
- 4 działka przeciwlotnicze 25 mm Typ 96 (2xII)
- 8 wyrzutni torpedowych 610 mm (2xIV, 16 torped Typ 93)
- 2 miotacze bomb głębinowych (16 bomb głębinowych)